# Ceratomyxa coelorhyncha
Ceratomyxa coelorhyncha is een microscopische parasiet uit de familie Ceratomyxidae. Ceratomyxa coelorhyncha werd in 1973 beschreven door Yoshino & Noble. 